# 프롤레트쿨트

프롤레트쿨트의 기관지 『용광로』.

프롤레트쿨트(러시아어: Пролетку́льт [prəlʲɪtˈkulʲt][*])란 러시아어로 “무산자 문화”를 의미하는 “프롤레타르스카야 쿨투라”의 약자로, 1917년 러시아 혁명 즈음에 발생한 예술문화운동 조직이다. 프롤레트쿨트는 각 지역의 문화단체와 전위적 예술가들의 연맹체로서, 시각예술, 문학, 극작 분야에서 특히 두각을 나타냈다. 프롤레트쿨트는 기존의 예술을 개조하여 새롭고 혁명적인 노동계급의 미학을 창출하고자 했다.
비록 교육인민위원회의 재정지원을 받았으나, 프롤레트쿨트 조직은 국가 통제로부터의 자율을 추구했고, 이는 소련 공산당의 위계질서 및 공산관료제와 갈등했다. 블라디미르 레닌을 비롯한 공산당 상층부는 프롤레트쿨트를 부르주아적 지식인들의 소굴이자 잠재적 반체제집단으로 여겼다.
규모가 최대에 달했던 1920년 프롤레트쿨트는 84,000 명의 활동회원과 300개 지부를 가졌으며, 일상적 기저의 비공식적 활동에 참여하는 사람까지 포함하면 관련자가 500,000여명에 달했다.

## 같이 보기
- 사회주의적 사실주의